# Wimbledon-mesterskabet i herredouble 2025
Wimbledon-mesterskabet i herredouble 2025 var den 132. turnering om Wimbledon-mesterskabet i herredouble. Turneringen var en del af Wimbledon-mesterskaberne 2025 og kampene med deltagelse af 64 par blev spillet i All England Lawn Tennis and Croquet Club i London, Storbritannien i perioden 2. - 12. juli 2025.
Mesterskabet blev vundet af Julian Cash og Lloyd Glasspool, som i finalen på en time og 23 minutter besejrede Rinky Hijikata og David Pel med 6-2, 7-6(3), og som dermed blev det første rent britiske herredoublepar, der vandt en grand slam-titel, siden 1936, hvor Pat Hughes og Raymond Tuckey sejrede ved Wimbledon. De var endvidere det første rent britiske par i mesterskabets finale, siden Mike Davis og Bobby Wilson var i finalen i 1960. Det var ydermere tredje år i træk, at det vindende par i Wimbledon-mesterskabet i herredouble bestod af mindst én britisk spiller, eftersom Neal Skupski hhv. Henry Patten havde været en del af det mesterparret i 2023 og 2024. Triumfen var kulminationen på en suveræn græssæson for Julian Cash og Lloyd Glasspool, der som optakt til Wimbledon-mesterskabet også havde vundet Queen's Club-mesterskabet og Eastbourne International, og som dermed nåede op på 14 vundne kampe i træk. Parret nåede samtidig op på seks turneringssejre som makkere, siden de året før indledte deres makkerskab.
Julian Cash og Lloyd Glasspool var seedet som nr 5 og besejrede på deres vej til finalen bl.a. de forsvarende mestre, Harri Heliövaara og Henry Patten i kvartfinalen, hvor de senere mestre afværgede tre matchbolde, og det fjerdeseedede par, Marcel Granollers og Horacio Zeballos i semifinalen.
Rinky Hijikata og David Pel var med i turneringen på et afbud, og det var første gang i den moderne æra, at et reservepar havde spillet sig helt frem til finalen.
Siden Ruslands invasion af Ukraine i begyndelsen af 2022 havde tennissportens styrende organer, WTA, ATP, ITF og de fire grand slam-turneringer, tilladt, at spillere fra Rusland og Hviderusland fortsat kunne deltage i grand slam-turneringer samt turneringer på ATP Tour og WTA Tour, men de kunne ikke stille op under landenes navne eller flag, og spillerne fra de to lande deltog derfor i turneringen under neutralt flag.

## Pengepræmier og ranglistepoint
Den samlede præmiesum til spillerne i herredouble androg £ 3.017.000 (ekskl. per diem), hvilket var en stigning på 4,4 % i forhold til året før.
| Resultat (antal par)   | Pengepræmier | Pengepræmier | Ændring ift. 2024 | ATP-point |
| Resultat (antal par)   | Pr. par      | Total        | Ændring ift. 2024 | ATP-point |
| ---------------------- | ------------ | ------------ | ----------------- | --------- |
| Vindere (1)            | £ 680.000    | £ 680.000    | +4,6 %            | 2.000     |
| Finalister (1)         | £ 345.000    | £ 345.000    | +4,5 %            | 1.200     |
| Semifinalister (2)     | £ 174.000    | £ 348.000    | +4,2 %            | 720       |
| Kvartfinalister (4)    | £ 87.500     | £ 350.000    | +4,2 %            | 360       |
| Tabere i 3. runde (8)  | £ 43.750     | £ 350.000    | +4,2 %            | 180       |
| Tabere i 2. runde (16) | £ 26.000     | £ 416.000    | +4,0 %            | 90        |
| Tabere i 1. runde (32) | £ 16.500     | £ 528.000    | +4,8 %            | 0         |
| Samlet præmiesum       | -            | £ 3.017.000  | +4,4 %            | -         |

## Turnering

### Deltagere
Turneringen havde deltagelse af 64 par, der var fordelt på:
- 59 direkte kvalificerede par i form af deres ranglisteplacering i double.
- 5 par, der har modtaget et wildcard (markeret med WC).

#### Seedede spillere
De 16 bedst placerede af de deltagende par på ATP's verdensrangliste pr. 23. juni 2025 blev seedet:
| Seedning | Rangering | Rangering | Spillere                           | Resultat        |
| Seedning | Sum       | Ind.      | Spillere                           | Resultat        |
| -------- | --------- | --------- | ---------------------------------- | --------------- |
| 1        | 2         | 1         | Marcelo Arévalo Mate Pavić         | Semifinalister  |
| 2        | 6         | 3         | Harri Heliövaara Henry Patten      | Kvartfinalister |
| 3        | 11        | 5 6       | Kevin Krawietz Tim Pütz            | Tredje runde    |
| 4        | 15        | 7 8       | Marcel Granollers Horacio Zeballos | Semifinalister  |
| 5        | 22        | 12 10     | Julian Cash Lloyd Glasspool        | Mestre          |
| 6        | 28        | 17 11     | Joe Salisbury Neal Skupski         | Kvartfinalister |
| 7        | 29        | 14 15     | Simone Bolelli Andrea Vavassori    | Anden runde     |
| 8        | 33        | 13 20     | Nikola Mektić Michael Venus        | Anden runde     |
| 9        | 37        | 19 18     | Christian Harrison Evan King       | Første runde    |
| 10       | 46        | 25 21     | Hugo Nys Édouard Roger-Vasselin    | Kvartfinalister |
| 11       | 49        | 26 23     | Sadio Doumbia Fabien Reboul        | Anden runde     |
| 12       | 54        | 32 22     | Máximo González Andrés Molteni     | Tredje runde    |
| 13       | 57        | 28 29     | Nathaniel Lammons Jackson Withrow  | Første runde    |
| 14       | 58        | 27 31     | André Göransson Sem Verbeek        | Første runde    |
| 15       | 66        | 42 24     | Matthew Ebden John Peers           | Første runde    |
| 16       | 71        | 35 36     | Yuki Bhambri Robert Galloway       | Tredje runde    |

#### Wildcards
Fem par modtog et wildcard til turneringen. Arrangørerne havde mulighed for at uddele op til syv wildcards, men de to sidste blev ikke anvendt og pladserne gik i stedet til de to næste par på ATP's verdensrangliste.
| Spillere                        | Resultat     |
| ------------------------------- | ------------ |
| Charles Broom Joshua Paris      | Første runde |
| Daniel Evans Henry Searle       | Første runde |
| Billy Harris Marcus Willis      | Anden runde  |
| Lui Maxted Connor Thomson       | Første runde |
| Johannus Monday David Stevenson | Første runde |

### Resultater

#### Kvartfinaler, semifinaler og finale
| Marcelo Arévalo |
| Mate Pavić      |

| Hugo Nys               |
| Édouard Roger-Vasselin |

| Marcelo Arévalo |
| Mate Pavić      |

| Rinky Hijikata |
| David Pel      |

| Rinky Hijikata |
| David Pel      |

| Rafael Matos |
| Marcelo Melo |

| Rinky Hijikata |
| David Pel      |

| Joe Salisbury |
| Neal Skupski  |

| Julian Cash     |
| Lloyd Glasspool |

| Marcel Granollers |
| Horacio Zeballos  |

| Marcel Granollers |
| Horacio Zeballos  |

| Julian Cash     |
| Lloyd Glasspool |

| Julian Cash     |
| Lloyd Glasspool |

| Harri Heliövaara |
| Henry Patten     |

#### Første, anden og tredje runde
| Marcelo Arévalo |
| Mate Pavić      |

| Roberto Carballés Baena |
| Laslo Djere             |

| Marcelo Arévalo |
| Mate Pavić      |

| Tomáš Macháč |
| Jakub Menšík |

| Pedro Martínez |
| Jaume Munar    |

| Pedro Martínez |
| Jaume Munar    |

| Marcelo Arévalo |
| Mate Pavić      |

| Francisco Cabral |
| Lucas Miedler    |

| Petr Nouza  |
| Patrik Rikl |

| Jamie Murray |
| Rajeev Ram   |

| Francisco Cabral |
| Lucas Miedler    |

| Petr Nouza  |
| Patrik Rikl |

| Petr Nouza  |
| Patrik Rikl |

| Matthew Ebden |
| John Peers    |

| Hugo Nys               |
| Édouard Roger-Vasselin |

| Benjamin Bonzi |
| Grégoire Jacq  |

| Hugo Nys               |
| Édouard Roger-Vasselin |

| Jakob Schnaitter |
| Mark Wallner     |

| Jakob Schnaitter |
| Mark Wallner     |

| Sebastián Báez     |
| Francisco Comesaña |

| Hugo Nys               |
| Édouard Roger-Vasselin |

| Adam Pavlásek |
| Jan Zieliński |

| Adam Pavlásek |
| Jan Zieliński |

| Santiago González |
| Austin Krajicek   |

| Adam Pavlásek |
| Jan Zieliński |

| Ariel Behar   |
| Joran Vliegen |

| Simone Bolelli   |
| Andrea Vavassori |

| Simone Bolelli   |
| Andrea Vavassori |

| Kevin Krawietz |
| Tim Pütz       |

| Rohan Bopanna |
| Sander Gillé  |

| Kevin Krawietz |
| Tim Pütz       |

| Matthew Romios |
| Ryan Seggerman |

| Matthew Romios |
| Ryan Seggerman |

| Arjun Kadhe |
| Vít Kopřiva |

| Kevin Krawietz |
| Tim Pütz       |

| Robert Cash |
| J.J. Tracy  |

| Rinky Hijikata |
| David Pel      |

| Karol Drzewiecki  |
| Piotr Matuszewski |

| Robert Cash |
| J.J. Tracy  |

| Rinky Hijikata |
| David Pel      |

| Rinky Hijikata |
| David Pel      |

| André Göransson |
| Sem Verbeek     |

| Sadio Doumbia |
| Fabien Reboul |

| Zizou Bergs    |
| Gabriel Diallo |

| Sadio Doumbia |
| Fabien Reboul |

| Alexander Erler     |
| Constantin Frantzen |

| Alexander Erler     |
| Constantin Frantzen |

| Jenson Brooksby |
| Adam Walton     |

| Alexander Erler     |
| Constantin Frantzen |

| Rafael Matos |
| Marcelo Melo |

| Rafael Matos |
| Marcelo Melo |

| Ivan Dodig  |
| Orlando Luz |

| Rafael Matos |
| Marcelo Melo |

| Lui Maxted     |
| Connor Thomson |

| Nikola Mektić |
| Michael Venus |

| Nikola Mektić |
| Michael Venus |

| Joe Salisbury |
| Neal Skupski  |

| Charles Broom |
| Joshua Paris  |

| Joe Salisbury |
| Neal Skupski  |

| David Goffin     |
| Alexandre Müller |

| Nicolás Barrientos    |
| Rithvik C. Bollipalli |

| Nicolás Barrientos    |
| Rithvik C. Bollipalli |

| Joe Salisbury |
| Neal Skupski  |

| Théo Arribagé |
| Patrik Trhac  |

| Máximo González |
| Andrés Molteni  |

| Quentin Halys |
| Nicolas Mahut |

| Théo Arribagé |
| Patrik Trhac  |

| Damir Džumhur    |
| Skander Mansouri |

| Máximo González |
| Andrés Molteni  |

| Máximo González |
| Andrés Molteni  |

| Yuki Bhambri    |
| Robert Galloway |

| Romain Arneodo |
| Manuel Guinard |

| Yuki Bhambri    |
| Robert Galloway |

| Robin Haase       |
| Jean-Julien Rojer |

| Nuno Borges  |
| Marcos Giron |

| Nuno Borges  |
| Marcos Giron |

| Yuki Bhambri    |
| Robert Galloway |

| Aleksandar Kovacevic |
| Learner Tien         |

| Marcel Granollers |
| Horacio Zeballos  |

| Sriram Balaji       |
| Miguel Reyes-Varela |

| Sriram Balaji       |
| Miguel Reyes-Varela |

| Bu Yunchaokete |
| Andreas Mies   |

| Marcel Granollers |
| Horacio Zeballos  |

| Marcel Granollers |
| Horacio Zeballos  |

| Julian Cash     |
| Lloyd Glasspool |

| Vasil Kirkov |
| Bart Stevens |

| Julian Cash     |
| Lloyd Glasspool |

| Tomás Martín Etcheverry |
| Camilo Ugo Carabelli    |

| Hendrik Jebens  |
| Albano Olivetti |

| Hendrik Jebens  |
| Albano Olivetti |

| Julian Cash     |
| Lloyd Glasspool |

| Fernando Romboli   |
| John-Patrick Smith |

| Guido Andreozzi   |
| Marcelo Demoliner |

| Mackenzie McDonald |
| Alex Michelsen     |

| Fernando Romboli   |
| John-Patrick Smith |

| Guido Andreozzi   |
| Marcelo Demoliner |

| Guido Andreozzi   |
| Marcelo Demoliner |

| Christian Harrison |
| Evan King          |

| Nathaniel Lammons |
| Jackson Withrow   |

| Pierre-Hugues Herbert |
| Jordan Thompson       |

| Pierre-Hugues Herbert |
| Jordan Thompson       |

| Johannus Monday |
| David Stevenson |

| Mattia Bellucci |
| Fábián Marozsán |

| Mattia Bellucci |
| Fábián Marozsán |

| Pierre-Hugues Herbert |
| Jordan Thompson       |

| Billy Harris  |
| Marcus Willis |

| Harri Heliövaara |
| Henry Patten     |

| Aleksandr Bublik |
| Flavio Cobolli   |

| Billy Harris  |
| Marcus Willis |

| Daniel Evans |
| Henry Searle |

| Harri Heliövaara |
| Henry Patten     |

| Harri Heliövaara |
| Henry Patten     |